# 福田街道 (简阳市)
福田街道，原为福田乡，是中华人民共和国四川省资阳市简阳市下辖的一个乡镇级行政单位。“福田”二字因境内远近闻名的定水寺之“福田山”（今尚存岩壁）而得名，寓幸福田园之意。2019年12月，撤镇设街道，福田街道办事处驻富兴街68号。

## 行政区划
福田街道下辖以下地区：
大古村、定水村、河埝村、匠湾村、金家坝村、龙游村、石圣村、桅杆坝村、学堂湾村和渔埝村。